# Сицилійська школа

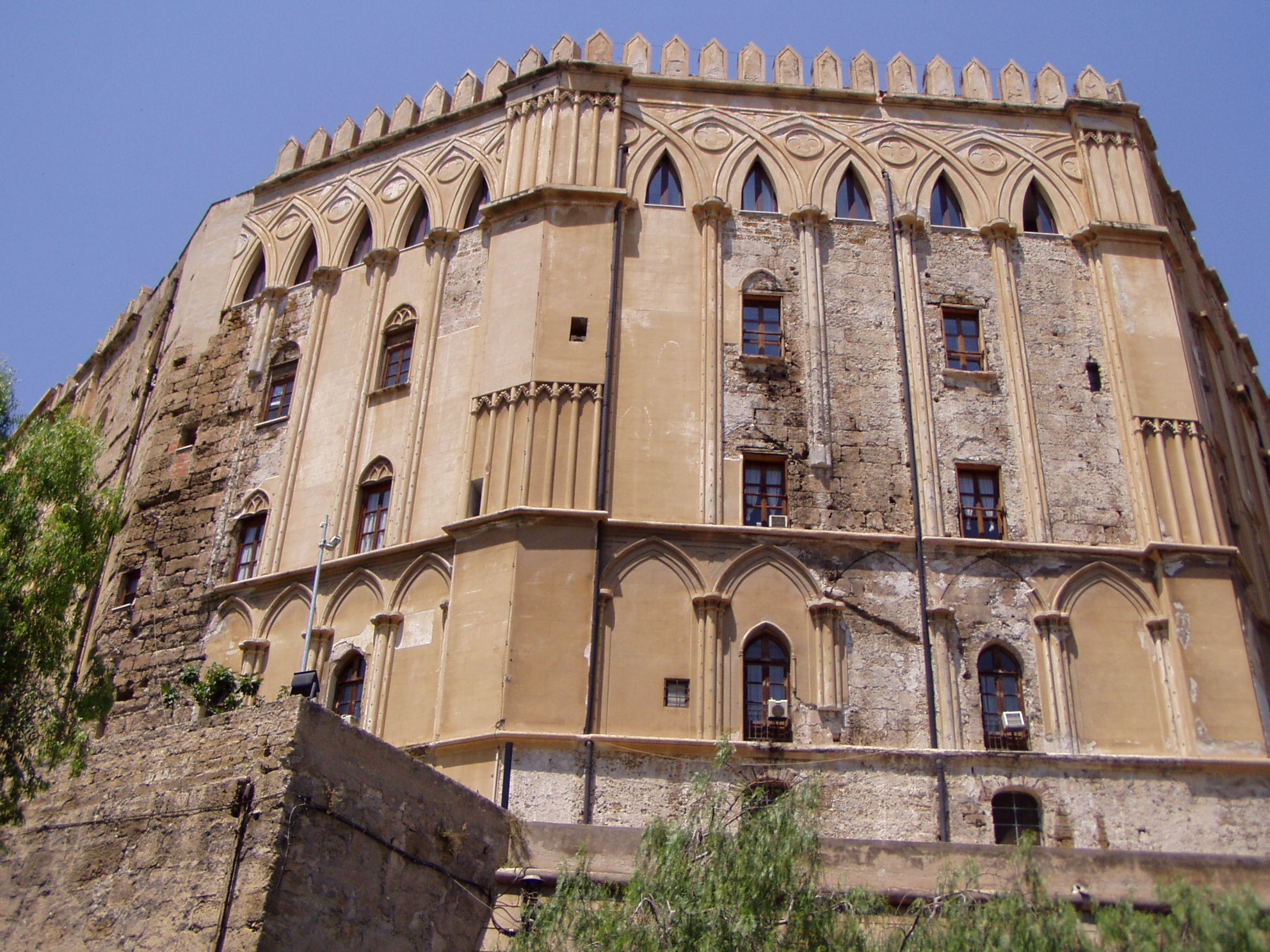
Палаццо дей Норманні, одне з місць де Федеріко ІІ влаштовував збори поетів

Сицилійська школа (італ. Scuola siciliana також італ. Scuola poetica siciliana) — поетично-філософська школа першої половини ХІІІ ст. в Палермо, при дворі Імператора Фрідріха II (1194–1250) та його сина Манфреда (пом. 1266). Складалася з сицилійських, південно-італійських і тосканських поетів, які використовували місцевий діалект, на противагу провансальській мові, як стандартної мови для італійської любовної поезії. Вони перебували під впливом провансальської поезії трубадурів та арабської поетичної традиції, та стали засновниками двох головних італійських поетичних форм, канцони й сонета. Серед видатних поетів сицилійської школи були Джакомо да Лентіні, Джакоміно Пульєзе, Стефано Протонотаро, П'єр делла Вінья, Ґвідо делле Колонне, Якопо Мостаччі, Чело д'Алькамо, Одо делле Колонне, Перчівалле Доріа, Томмазо ді Сассо, Енцо Сардинський, Іоанн де Брієн та Рінальдо д'Аквіно.
Видатний Фрідріх II, сам поет, знавець шести мов, засновник Університету Неаполя і щедрий покровитель мистецтв, притягнув до свого двору багато найкращих талантів свого часу. Його гурток мав приблизно 30 чоловіків, більшість з яких жителі Сицилії, але були тут також тосканці й поети з південної Італії.
Обізнані з поезією трубадурів (Фрідріх оженив свою сестру на графі Провансу), Провансу, північно-французьких і німецьких менестрелів, поети Фрідріха створили багато віршів, з яких близько 125 збережено, усі вони були написані сицилійським діалектом. Близько 85 із них — канцони, а більшість з інших — сонети, винахід яких зазвичай приписують Якопо да Лентіні, автору більшості з них.
Важливість поетичних форм, винайдених поетами сицилійської школою, дуже велика. Канцона стала основною формою для італійських поетів протягом сторіч. Сонет Сицилійської школи став домінуючою поетичною формою не тільки в Італії Відродження, де її використовували Ґуідо Кавалканті, Данте й Петрарка, але також у інших місцях Європи, особливо в Англії, де після введення сонета в 16-му сторіччі, його модернізували англійські поети, в особливості Вільям Шекспір.
Сицилійська школа поезії підготувала ґрунт до утворення літературної італійської мови, оскільки використання поетами сицилійської школи місцевого діалекту дало змогу Данте здійснити згодом мовну революцію, сформулювавши теоретичні засади вживання в літературі тосканського діалекту замість латини і поставивши за взірець, як перший літературний стандарт, мову сицилійських поетів.